# Crypteria basistylata
Crypteria basistylata är en tvåvingeart som beskrevs av Alexander 1960. Crypteria basistylata ingår i släktet Crypteria och familjen småharkrankar. Inga underarter finns listade i Catalogue of Life.